# 赵乐际
赵乐际（1957年3月—），陕西西安人，生于青海西宁，中国共产党、中华人民共和国政治人物，正国级领导人。现任中共中央政治局常委（排名第三），第十四届全国人大常委会委员长、党组书记。
赵乐际在青海出生并走入仕途，早年曾担任青海省副省长、中共青海省委副书记、西宁市委书记、青海省省长及中共青海省委书记、省人大常委会主任等职务。2007年3月任中共陕西省委书记，次年当选为陕西省人大常委会主任。2012年11月，在中共十八届一中全会上当选为第十八届中共中央政治局委员及中央书记处书记，进入中央领导层，随后出任中共中央组织部部长。2017年10月，在中共十九届一中全会上当选为中共中央政治局常委，并在十九届中央纪委一次全会上当选为中共中央纪委书记。2022年10月，再次当选为第二十届中共中央政治局常委，并于次年当选为全国人大常委会委员长。
赵乐际是中共第十六至二十届中央委员；十八届中央政治局委员、中央书记处书记；十九届至二十屆中央政治局委员、常委；十九届中央纪委委员、常委、书记。

## 生平

### 早年经历
赵乐际的官方简历上注明了他生于青海省西宁市。1974年9月，赵乐际响应党中央关于知识青年上山下乡的号召，在青海贵德县河东乡贡巴大队插队劳动。1975年7月加入中国共产党。仅一年之后，1975年8月，赵乐际就有机会返回城市，在青海省商业厅办公室当收发兼通讯员。作为最后一届工农兵大学生，赵乐际于1977年2月进入北京大学哲学系学习，1980年1月大学普通班毕业。

### 青海省
大学毕业后，赵乐际回到青海省商业厅，历任政治处宣传干部、青海省商业学校（今青海大学财经学院）教员、教务处副主任、商业厅政治处副主任兼厅团委书记。1984年12月，担任商业厅下属的青海省五金交电化工公司任党委书记，后又兼任经理职务。1986年4月，再次返回商业厅任副厅长、财贸工会主席。1991年2月，晋升省商业厅厅长。
此后，赵乐际的职务更是稳步上升，1993年2月，任青海省省长助理、省财政厅厅长，负责协助时任省长田成平。1994年7月，任青海省人民政府副省长，当时的青海省长是田成平。1997年3月，任中共西宁市市委书记。1997年12月，任中共青海省委副书记、西宁市委书记。1996－1998年，在中国社会科学院研究生院货币银行专业学习。1998年9月－1999年1月，在中央党校省部级干部进修班学习。
1999年8月，任代理省长；2000年1月，正式当选青海省人民政府省长。赵乐际以42岁的年龄，成为当时中国最年轻的省长。2003年8月，晋升中共青海省委书记，成为当时最年轻的省委书记。2004年1月，当选青海省人大常委会主任。2002－2005年，在中央党校在职研究生班政治学专业学习。

### 陕西省
在青海工作近三十年后，2007年3月25日，中共中央决定赵乐际接替李建国，出任中共陕西省委书记，2008年1月，当选陕西省人大常委会主任。

### 中组部
在2012年11月15日召开的中共十八届一中全会上，55岁的赵乐际当选为中共中央政治局委员，同时当选中共中央书记处书记，进而成为党和国家领导人。2012年11月19日，中共中央决定赵乐际兼任中共中央组织部部长。

### 中纪委
在2017年10月25日召开的中共十九届一中全会上，60岁的赵乐际当选为中共中央政治局常委（排名第六），进入最高领导层，并接替王岐山出任中共中央纪委书记，分管纪检事务。2018年2月24日，当选为第十三届全国人大代表。其任内查处了原中共中央书记处书记杨晶、原中共陕西省委书记赵正永、原中共云南省委书记秦光荣、原司法部部长傅政华、原铁道部部长盛光祖、原国际刑警组织主席孟宏伟、工业和信息化部部长肖亚庆等官员。

### 全国人大
2022年10月23日，65岁的赵乐际在中共二十届一中全会上连任中共中央政治局常委，党内排名由第六上升至第三，仅次于习近平和李强，其中共中央纪委书记一职由李希接任。2023年3月10日，接替栗战书当选为第十四届全国人大常委会委员长。赵乐际在中共党内分管立法事务。

## 著作
- 《以伟大自我革命引领伟大社会革命》（学习贯彻党的十九届六中全会精神），2021-11-20《人民日报》。
- 《坚定不移全面从严治党》，2022-10-31《人民日报》。

## 与习近平关系
《华尔街日报》称，赵乐际和中共中央总书记习近平关系紧密。赵乐际自2012年主管中央组织部，主导了党、军、政和国有企业4,000个最高级别职位的人事任命，并对习近平亲信多加提拔。
赵乐际也是政二代，其父据称与习近平的父亲习仲勋有私交。

## 家庭
- 父亲：赵喜民（1933年1月10日－1999年6月19日），早年留学苏联，后来支边青海。曾经任《青海日报》副总编，80年代初期回到西安，后来任职陕西人民教育出版社社长，育有4个儿子。
- 弟弟：赵乐秦（1960年1月－），曾任广西壮族自治区人大常委会副主任。